# Arquidiócesis de Calicut
La arquidiócesis de Calicut (en latín: Archidioecesis Calicutensis y en inglés: Roman Catholic Archdiocese of Calicut) es una circunscripción eclesiástica de la Iglesia católica en India. Se trata de una arquidiócesis latina, sede metropolitana de la provincia eclesiástica Calicut. Desde el 15 de mayo de 2012 su arzobispo es Varghese Chakkalakal.

## Territorio y organización
La arquidiócesis tiene 8036 km² y extiende su jurisdicción sobre los fieles católicos de rito latino residentes en el estado de Kerala en la totalidad del antiguo distrito de Malabar hasta el río Ponnani, parte del distrito de Palakkad y el área de la cuenca del taluk Valluvanad, con la adición del actual taluk Hosdurg en el norte hasta el río Chandragiri.
La sede de la arquidiócesis se encuentra en la ciudad de Kozhikode (también llamada Calicut), en donde se halla la Catedral de la Madre de Dios. En Mahe se encuentra la basílica menor de Santa Teresa.
En 2025 en la arquidiócesis existían 41 parroquias y 12 estaciones misioneras agrupadas en 4 foranías: Calicut, Malapuram, South Wayanad y North Wayanad.

## Historia
La diócesis de Calicut fue erigida el 12 de junio de 1923 mediante el breve Cum auctus del papa Pío XI, obteniendo el territorio de las diócesis de Mangalore, Mysore y Coimbatore.
Originalmente sufragánea de la arquidiócesis de Bombay, el 19 de septiembre de 1953, mediante la bula Mutant res del papa Pío XII pasó a formar parte de la provincia eclesiástica de la arquidiócesis de Verapoly.
Mediante la bula Ad Christi Ecclesiam del papa Pío XII, al erigirse el 31 de diciembre de 1953 la eparquía de Tellicherry cedió la jurisdicción sobre los fieles de rito siríaco oriental que residían en su territorio.
Por decreto de la Congregación de Propaganda Fide el 12 de enero de 1960 incorporó el taluk Hosdurg que pertenecía a la diócesis de Mangalore.
El 5 de noviembre de 1998 cedió otra porción de su territorio para la erección de la diócesis de Kannur mediante la bula Cum ad aeternam del papa Juan Pablo II.
El 28 de diciembre de 2013 cedió la parte de su territorio en el distrito de Palakkad para la erección de la diócesis de Sultanpet mediante la bula Cum ad aeternam del papa Francisco.
El 12 de abril de 2025 fue elevada al rango de sede metropolitana por el papa Francisco.

## Estadísticas
Según el Boletín de la Santa Sede del 12 de abril de 2025 la arquidiócesis tenía a principios de 2025 un total de 48 050 fieles bautizados.
| Año                                                                             | Población            | Población  | Población      | Sacerdotes | Sacerdotes    | Sacerdotes    | Bautizados por sacerdote | Diáconos permanentes | Religiosos | Religiosos | Parroquias |
| Año                                                                             | Bautizados católicos | Total      | % de católicos | Total      | Clero secular | Clero regular | Bautizados por sacerdote | Diáconos permanentes | Varones    | Mujeres    | Parroquias |
| ------------------------------------------------------------------------------- | -------------------- | ---------- | -------------- | ---------- | ------------- | ------------- | ------------------------ | -------------------- | ---------- | ---------- | ---------- |
| 1950                                                                            | 51 798               | 3 550 000  | 1.5            | 86         | 35            | 51            | 602                      |                      | 67         | 251        | 35         |
| 1959                                                                            | 26 336               | 3 700 000  | 0.7            | 70         | 36            | 34            | 376                      |                      | 59         | 354        | 15         |
| 1970                                                                            | 28 088               | 4 887 974  | 0.6            | 101        | 50            | 51            | 278                      |                      | 72         | 497        | 15         |
| 1980                                                                            | 44 269               | 6 526 000  | 0.7            | 117        | 55            | 62            | 378                      |                      | 90         | 888        | 15         |
| 1990                                                                            | 51 320               | 9 444 000  | 0.5            | 130        | 67            | 63            | 394                      |                      | 98         | 1118       | 17         |
| 1999                                                                            | 28 990               | 7 565 397  | 0.4            | 96         | 49            | 47            | 301                      |                      | 87         | 669        | 23         |
| 2000                                                                            | 23 035               | 8 770 634  | 0.3            | 90         | 46            | 44            | 255                      |                      | 83         | 680        | 50         |
| 2001                                                                            | 23 526               | 8 770 634  | 0.3            | 99         | 46            | 53            | 237                      |                      | 92         | 692        | 50         |
| 2002                                                                            | 24 778               | 8 770 634  | 0.3            | 96         | 48            | 48            | 258                      |                      | 87         | 690        | 43         |
| 2003                                                                            | 30 909               | 8 826 998  | 0.4            | 97         | 44            | 53            | 318                      |                      | 92         | 697        | 46         |
| 2004                                                                            | 35 123               | 8 831 557  | 0.4            | 105        | 45            | 60            | 334                      |                      | 101        | 709        | 46         |
| 2006                                                                            | 38 092               | 10 061 127 | 0.4            | 111        | 43            | 68            | 343                      |                      | 92         | 726        | 41         |
| 2013                                                                            | 39 173               | 8 910 418  | 0.4            | 113        | 52            | 61            | 346                      |                      | 137        | 652        | 39         |
| 2016                                                                            | 48 250               | 8 059 057  | 0.6            | 132        | 57            | 75            | 365                      |                      | 127        | 710        | 41         |
| 2019                                                                            | 43 500               | 8 059 554  | 0.5            | 152        | 57            | 95            | 286                      |                      | 145        | 710        | 41         |
| 2021                                                                            | 43 875               | 8 064 735  | 0.5            | 162        | 66            | 96            | 270                      |                      | 145        | 710        | 41         |
| 2023                                                                            | 47 050               | 9 164 058  | 0.5            | 138        | 63            | 75            | 340                      |                      | 195        | 790        | 53         |
| 2025                                                                            | 48 050               | 9 164 058  | 0.5            | 184        | 82            | 102           | 261                      | 4                    | 9          | 790        | 41         |
| Fuente: Catholic-Hierarchy, que a su vez toma los datos del Anuario Pontificio. |                      |            |                |            |               |               |                          |                      |            |            |            |

Según el Boletín de la Santa Sede del 12 de abril de 2025 la arquidiócesis tenía en ese momento 16 seminaristas mayores y 17 menores, 67 institutos de educación y 41 institutos de beneficencia.

## Episcopologio
- Paolo Carlo Perini, S.I. † (12 de junio de 1923-28 de junio de 1932 falleció)
  - Sede vacante (1932-1937)
- Leone Proserpio, S.I. † (2 de diciembre de 1937-8 de septiembre de 1945 falleció)
  - Sede vacante (1945-1948)
- Aldo Maria Patroni, S.I. † (8 de abril de 1948-7 de junio de 1980 retirado)
- Maxwell Valentine Noronha † (7 de junio de 1980-19 de abril de 2002 retirado)
- Joseph Kalathiparambil (19 de abril de 2002-22 de febrero de 2011 nombrado secretario del Pontificio Consejo para la Pastoral de los Emigrantes e Itinerantes)
- Varghese Chakkalakal, desde el 15 de mayo de 2012